# Кордун

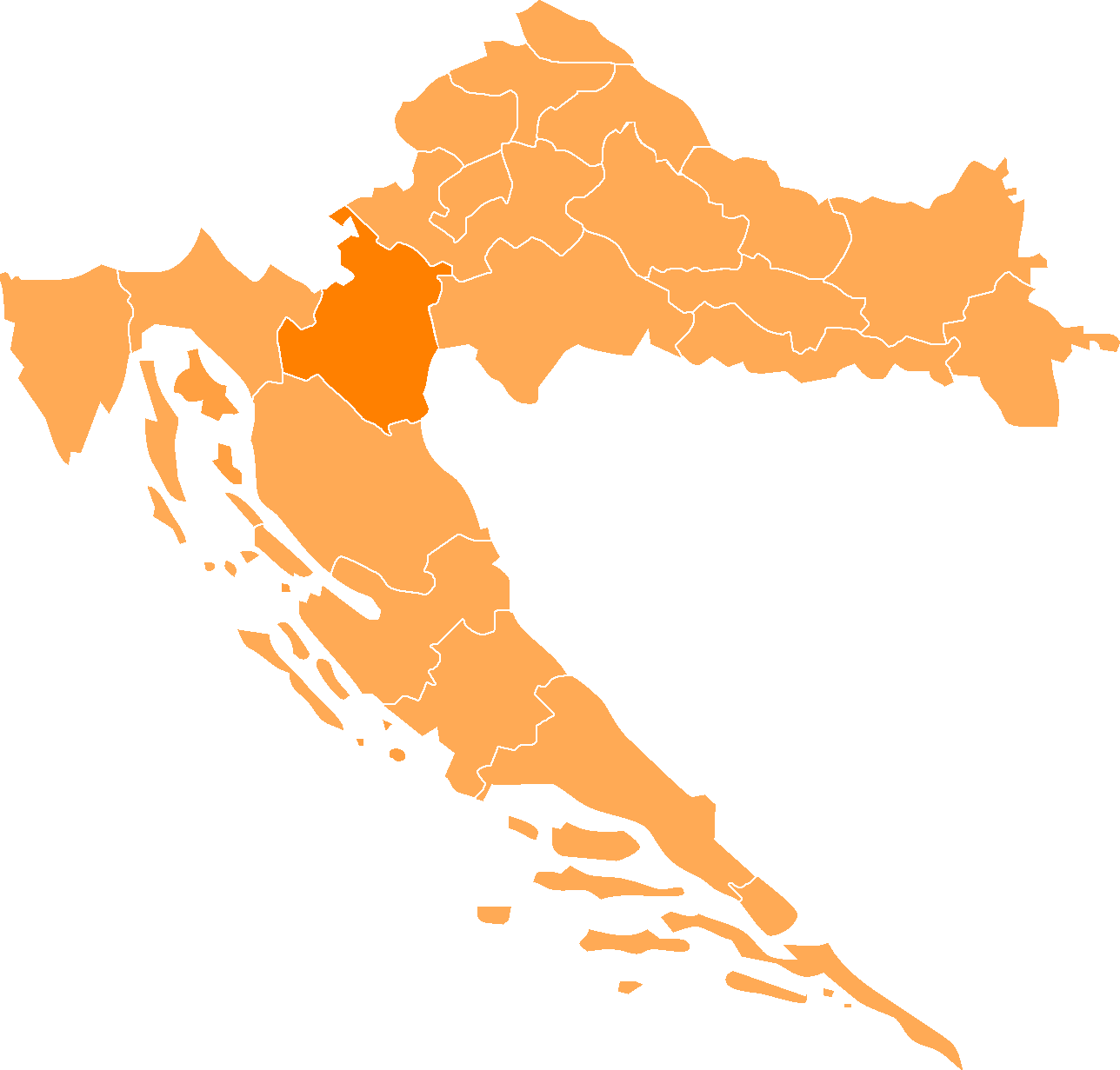
Кордун переважно розташований у Карловацькій жупанії

Ко́рдун — етнокультурна область у центральній частині Хорватії з чітко визначеними межами: на півдні — по річці Корана, на заході — вздовж річки Мрежниця, на півночі — по річці Купа, а на сході — вздовж річки Глина і по так званому «сухому» кордону з Боснією і Герцеговиною. Південна межа прилягає до області Ліка. Кордун включно зі своїм центральним містом Слунь майже повністю входить у Карловацьку жупанію, лише громада Гвозд належить до Сісацько-Мославінської.
Назва невипадково співзвучна зі словом кордон. Вона походить від французького слова, яке означає буквально прикордонну лінію, рубіж. Раніше цей край належав до Габсбурзької військової прикордонної смуги проти Османської імперії.
Область багата на деревину. Під час війни за незалежність у 1990-х рр. регіону було завдано сильного збитку, а більшість хорватського населення втекла або була вивезена сербами. Цей край, як і багато інших хорватських областей, було захоплено хорватськими сербами з 1991 р. до визволення армією Хорватії в 1995 р. Сьогодні економіка поступово стабілізується, проте як і раніше зберігається тенденція до еміграції у великі міста.
Типовий феномен цієї області — пористе суміщення карстового ґрунту (складається з вапняку), який створює величезні карстові воронки. Також у регіоні чимало підземних річок, багато з яких досі не досліджені. Типовим ґрунтом у Кордуні є також червона земля (червонозем).